# ایوفنی
ایوفنی نام فرعونی از دودمان سیزدهم مصر در دوره دوم میانی بوده است. او برای مدت بسیار کمی فرمانروایی کرد و نامش تنها در پاپیروس تورین ذکر شده.